# 도트 매트릭스 프린터

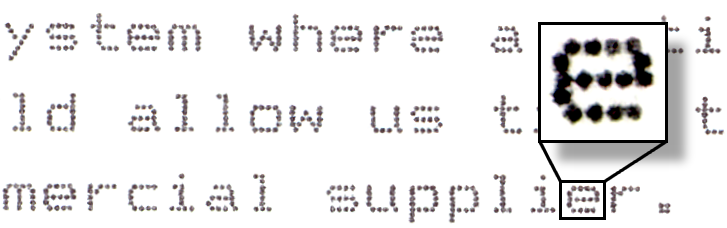
초안(draft) 모드로 동작하는 도트 매트릭스 프린터의 일반적인 출력물. 전체 그림은 약 4.5 cm x 1.5 cm (1.77 in x 0.59 in) 크기의 인쇄 출력물을 대표한다.

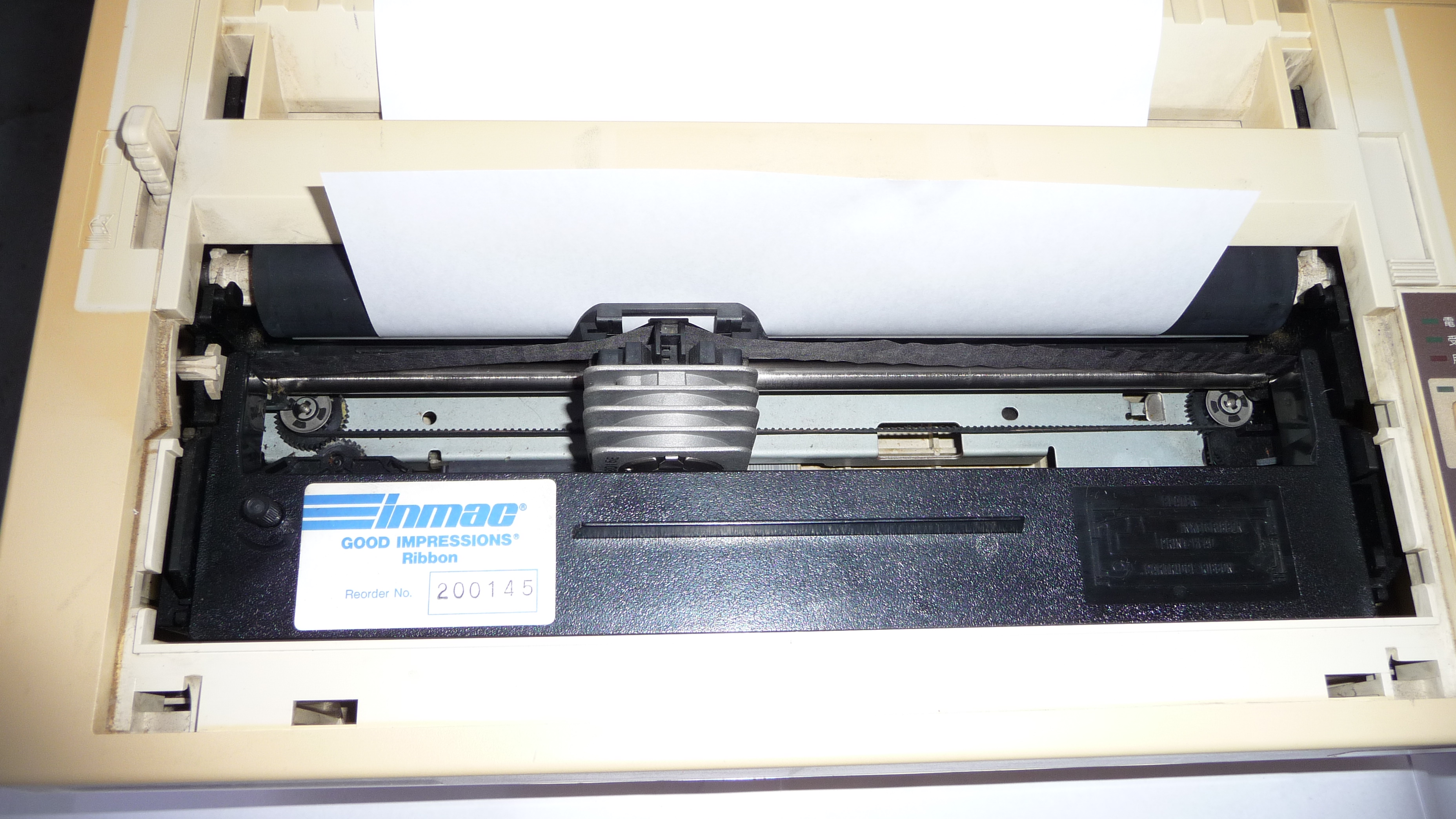
덮개를 개방하고 촬영한 엡손 VP-500 프린터

도트 매트릭스 프린터(영어: dot matrix printer)는 탄소 리본에 충격을 가하는 방법으로 글자를 인쇄하는 충격식 프린터(impact printer)를 말하며 대부분 도트 프린터(영어: dot printer). 사무용으로는 더 이상 쓰지 않지만, 현재도 신용 카드 계산서 인쇄 등에 일부 사용된다.
계산서 인쇄 이외에도 찾아보면 의외로 도트 매트릭스 프린터가 사용되는 곳이 있다. 연속 용지를 사용할 수 있는 도트 프린터의 특성상, 문서 발송 봉투를 인쇄하는데 사용하기도 하고, 페이지 단위로 인쇄해야 하는 레이저, 잉크젯 프린터와는 달리 줄 단위로 인쇄할 수 있는 특성 때문에 실시간으로 시스템의 현재 상태를 프린트 하기 위한 용도로도 사용이 되고 있다. 예전에는 KTX 승차권 발매용으로도 사용하였으나, 지금은 사용하지 않는다.

## 역사
1925년, 루돌프 헬은 초기의 팩스같은 도트 매트릭스 방식의 전신 인자기인 헬슈라이버를 발명하였으며, 1929년에 특허를 받았다.
1952년부터 1954년까지 Fritz Karl Preikschat은 독일에서 1954년부터 1956년까지 제조되었던 도트 매트릭스 전신 타자기의 하나인, 그의 전신 타자기 7 스타일러스 35 도트 매트릭스, 즉 PKT 프린터에 대해 5개의 응용 특허를 출원하였다.
1968년, 일본의 제조업체 오키는 최초의 직렬 충격 도트 매트릭스 프린터(SIDM) 오키 와이어돗(OKI Wiredot)을 선보였다. 이 프린터는 7x5 프린트 매트릭스의 128자의 문자 발생기를 지원하였다. 정부, 금융, 과학, 교육 시장을 염두에 두고 개발되었다. 이에 대한 성과로 말미암아 오키는 2013년에 일본정보처리학회(IPSJ)로부터 상을 받았다.

## 같이 보기
- 데이지 휠 프린터